# Anthophora pygmaea
Anthophora pygmaea är en biart som beskrevs av Dours 1869. Anthophora pygmaea ingår i släktet pälsbin, och familjen långtungebin. Inga underarter finns listade i Catalogue of Life.